# Храмцов, Сергей Васильевич
Сергей Васильевич Храмцов (14 октября 1921, дер. Буравцы, Вятская губерния — 16 сентября 1986, Киров) — командир роты 14-й гвардейской танковой бригады, гвардии старший лейтенант. Герой Советского Союза.

## Биография
Родился 14 октября 1921 года в деревне Буравцы Орловского уезда Вятской губернии в крестьянской семье. Окончил 7 классов, а затем — Халтуринский сельхозтехникум. Работал механиком, агрономом на Верхо-шижемской МТС.
В сентябре 1939 года был призван в Красную армию. Служил в бронетанковых войсках. В 1941 году, накануне Великой Отечественной войны, окончил Ульяновское танковое училище.
На фронте с февраля 1943 года. Воевал на Юго-Западном, Брянском и 1-м Украинском фронтах. Сражался на Орловско-Курской дуге, участвовал в боях за освобождение Украины, Польши.
Боевой путь начал командиром взвода танков Т-34 127-го танкового полка 49-й механизированной бригады. Весной 1944 года в результате действий взвода Храмцова в бою за деревню Маначин были захвачены большие трофеи — выше 500 машин с военными грузами дивизии СС «Адольф Гитлер». За этот бой был представлен к ордену Ленина, награждён орденом Красного Знамени. Это была уже вторая боевая награда офицера-танкиста.
В январе 1945 года гвардии старший лейтенант Храмцов командовал 2-й танковой ротой 1-го батальона 14-й гвардейской танковой бригады 4-го гвардейского танкового корпуса. Особо отличился в боях в ходе Висло-Одерской наступательной операции.
26 января 1945 года гвардии старший лейтенант Храмцов со своей ротой участвовал в прорыве обороны противника юго-восточнее города Катовице и, двигаясь в авангарде бригады, первым вышел к юго-восточной окраине города. Стремительной атакой, ведя огонь из пушек и пулемётов, танкисты ворвались на окраину города. Вражеские батареи успели сделать только один выстрел и были смяты гусеницами танков. В этом бою танкисты Храмцова уничтожили 14 орудий разного калибра, 24 пулемётные точки, 8 миномётов, около 30 автомашин, были захвачены эшелон и склады с военным имуществом.
Указом Президиума Верховного Совета СССР от 10 апреля 1945 года за образцовое выполнение заданий командования на фронте борьбы с немецкими захватчиками и проявленные при этом отвагу и геройство гвардии старшему лейтенанту Храмцову Сергею Васильевичу присвоено звание Героя Советского Союза с вручением ордена Ленина и медали «Золотая Звезда».
Войну закончил в столице Чехословакии городе Праге. За годы войны был дважды тяжело ранен, но всегда возвращался в строй. Участник Парада Победы, провёл через Красную площадь роту знамённых танков. В 1946 году подполковник С. В. Храмцов уволен в запас.
Жил в городе Кирове, работал заместителем начальника отдела на комбинате «Кирлес», заместителем начальника специализированного управления треста «Промбурвод». В 1978 году С. В. Храмцову присвоено звание почётного гражданина города Кирова.
Умер 16 сентября 1986 года.

## Награды и звания
- Герой Советского Союза (10 апреля 1945);
- орден Ленина (10 апреля 1945);
- орден Красного Знамени;
- два ордена Отечественной войны I степени;
- орден Отечественной войны II степени;
- орден Красной Звезды;
- медали.

## Оценки и мнения
По воспоминаниям Н. Н. Борисова, который воевал под руководством С. В. Храмцова, «в жизни это был общительный и остроумный человек. Мне запомнилось, как во время занятий на переформировке он вступал в споры, отстаивая свою позицию и взгляды на ведение боя в различных ситуациях. В бою же он всегда находился в боевых порядках, смело и решительно принимал решения. Знал хорошо подчинённых, ценил их и по возможности оберегал».

## Комментарии
1. ↑  Деревня Буравцы в последующем входила в состав Верхошижемского, затем Верхолиповского сельсовета Верхошижемского района Кировской области; упразднена 26.12.2000[1].